# TWiiNS
Daniela Jančichová-Nízlová és Veronika Nízlová (Pozsony, 1986. május 15. –) ikrek, művésznevükön TWiiNS, egy szlovák pop duó.
A leghíresebb szlovákiai ikerpár Daniela és Veronika. Már több mint 5 albumot adtak ki, melyek összesen több mint 30 000 példányban keltek el. Legutolsó albumuk a Compromise 2009-ben jelent meg, 13 számot tartalmaz angol nyelven. A „Boys, boys, boys” című feldolgozás több mint 20 országban jelent meg, amit a Cascadából Carlprittel, és a korábbi 2008-as cseh eurovíziós versenyzővel, Tereza Kerndlovával készítettek. Magyarországon is feljutott a lejátszási listákra. Az album elkészítésén közreműködött több ismert szerző mint például Bryan Todd, Jimmy Douglass vagy Evan Bogart. Az ikrek felváltva élnek Pozsonyban és Los Angelesben, ahol legújabb albumukat készítik olyan híres producerekkel, mint Andreas Carlsson, Claude Kelly és Rodney Jerkins. Már 2008-ban részt vettek az Eurovízión mint vokalisták a cseh énekesnő Tereza Kerndlová mellett. A lányokat Európában a TATA Music képviseli Jaro Slávik vezetésével, aki már több olyan előadót segített, – Ruszlana; Ukrajna 2004 (győztes) vagy Arash; Azerbajdzsán 2009 (harmadik helyezett) – akik eredményesen szerepeltek a dalfesztiválon.
Az STV szlovák köztelevízió 2011. február 18-án jelentette be, hogy Ők képviselik az országot a 2011-es Eurovíziós Dalfesztiválon Düsseldorfban az I’m Still Alive című dallal, amit március 5-én mutattak be a Miss Slovakia 2011 szépségkirálynő választásán. Szöveg,– és zeneszerzője Braňo Jančich és Bryan Todd. A dalfesztiválon a második  elődöntőben a tizenharmadik helyen végeztek a tizenkilencből, így a verseny szabályainak megfelelően nem sikerült továbbjutniuk a döntőbe.

## Lásd még
- TWiiNS a Facebookon
- TWiiNS a Twitteren
- TWiiNS az Instagramon
- 2011-es Eurovíziós Dalfesztivál
- I’m Still Alive
- Szlovákia az Eurovíziós Dalfesztiválokon